# Hemsjön (Risinge socken, Östergötland)
Hemsjön är en sjö i Finspångs kommun i Östergötland och ingår i Motala ströms huvudavrinningsområde. Sjön har en area på 0,173 kvadratkilometer och ligger 53,1 meter över havet.

## Delavrinningsområde
Hemsjön ingår i det delavrinningsområde (652008-150080) som SMHI kallar för Utloppet av Västjuten. Medelhöjden är 61 meter över havet och ytan är 16,4 kvadratkilometer. Räknas de 2 avrinningsområdena uppströms in blir den ackumulerade arean 33,09 kvadratkilometer. Vattendraget som avvattnar avrinningsområdet har biflödesordning 3, vilket innebär att vattnet flödar genom totalt 3 vattendrag innan det når havet efter 54 kilometer. Avrinningsområdet består mestadels av skog (77 procent). Avrinningsområdet har 2,82 kvadratkilometer vattenytor vilket ger det en sjöprocent på 17,2 procent.